# تافوغالت
تافوغالت (انگلیسی: Taforalt)، غاری در استان برکان مراکش که احتمالاً قدیمی‌ترین گورستان کشف‌شده در شمال آفریقا است.